# Claude Bazin de Bezons
Claude Bazin de Bezons (1617 - 20 de marzo de 1684) fue un abogado y político francés del siglo XVII, nacido y fallecido en París. Fue miembro de la segunda generación de la Academia Francesa en la que ocupó el asiento número 1.

## Datos biográficos
Nieto de Claude Bazin, médico de Troyes que se casó con Marie Chanterel (cuya familia poseía el señorío de Bezons) en 1571 quien fue ennoblecida por Louis XIII, llamado el justo, en 1611; hijo de Claude Bazin de Bezons, casado con Suzanne-Henriette Talon (hermana de Omer Talon). Claude Bazin de Bezons fue abogado del Gran Consejo de Francia.
En 1643, fue elegido miembro de la entonces recién creada academia de Francia para ocupar el asiento número 1 sustituyendo a Pierre Séguier, su primer ocupante. Más tarde Bazin de Bezons sería decano de la Academia. 
Fue intendente del Ancien Regime encargado de la justicia, de la policía y de las finanzas de  Soissons. Después fue intendente de Languedoc de 1654 à 1674, periodo durante el cual fue comisario para la reorganización de las universidades de Toulouse y de Montpellier. De regreso en París fue nombrado consejero de Estado.
Se conocen de él algunos escritos como discursos, arengas y la traducción de un tratado llamado de Praga entre Fernando II de Habsburgo y Juan Jorge I de Sajonia en 1635.

## Descendencia
Tuvo una descendencia distinguida: 
- su hija Suzanne (1648-1699) casóse con el intendente de Normandía Louis Le Blanc y fue madre del secretario de estado para la guerra Claude Le Blanc ;
- su hijo  Louis fue intendente de provincia;
- su hijo Armand (muerto en 1721) fue archiduque;
- su hijo Jacques (muerto en 1733) fue marisacl de Francia;
- su hijo Omer fue Caballero de Malta y murió en 1679 en la embarcación Le Conquérant.